# Aprendre a aprendre
Aprendre a aprendre, deprendre a deprendre o saber aprendre sol, fora de l'aula es considera en la didàctica com una de les competències bàsiques que s'han d'assolir a la fi de l'escolarització obligatòria. Com a objectiu final, l'aprenentatge ha d'esdevenir «una actitud vital que acompanyi la persona durant tota la vida».
Per tal de preparar l'individu a un món canviant, no tan sols s'ha d'aprendre «coses» o destreses (llegir, calcular...) sinó també s'ha d'aprendre com es pot aprendre i adquirir noves competències, després d'acabar l'escolarització, per tal de poder adaptar-se amb més eficàcia a situacions o tècniques que encara no existien al moment de l'escolarització. Saber aprendre de manera autònoma, crítica i creativa és fonamental per assolir una plena integració en la societat i per al desenvolupament personal i professional. Implica també el desenvolupament d'un esperit crític, capaç de trobar, triar i autoavaluar informació nova i, doncs, millorar els processos de metacognició de l'individu.
En l'aprenentatge de llengües engloba desenvolupar tres objectius: la competència lingüística, la competència d'aprenentatge i els propis mètodes d'aprenentatge. Un dels problemes de l'ensenyament de llengües sovint ha sigut la transferència mecànica de saber (regles i vocabulari), i massa poc el saber parlar, comunicar i comprendre paraules noves no ensenyades. Per això, es considera necessari «ensenyar a aprendre» una llengua, perquè la persona pugui continuar adaptant-se i trobant respostes de manera autònoma quan es troba fora de l'aula.